# خواجه‌که (شهرستان نوکث)
خواجه‌که (به لاتین: Kojoke) یک منطقهٔ مسکونی در قرقیزستان است که در شهرستان نوکث واقع شده‌است. خواجه‌که ۱ کیلومتر مربع مساحت و ۴٬۳۲۴ نفر جمعیت دارد و ۱٬۴۴۵ متر بالاتر از سطح دریا واقع شده‌است.